# Meconopsis autumnalis
Meconopsis autumnalis is een plant afkomstig uit Nepal en is verwant aan  papavers. De plant bevindt zich al sinds 1962 in een aantal herbaria, maar werd pas in 2008 als nieuwe soort ontdekt, tijdens een expeditie van de Universiteit van Aberdeen. De plant groeit in de herfst op een hoogte van 4000 meter in de Himalaya. Voor zijn groei is hij afhankelijk van de moessonregens.
In mei 2012 werd de plant tot de top 10 nieuwe soorten gerekend.